# Dżabbor Rasulow (dystrykt)
Dżabbor Rasulow (tadż. Ноҳияи Ҷаббор Расулов) – dystrykt w Wilajecie sogdyjskim w Tadżykistanie. Jego stolicą jest Proletar.

## Podział administracyjny
Dystrykt dzieli się na 6 dżamoatów:
- Dehmoj
- Gulakandoz
- Gulkhona
- Proletar
- Usbekuszloku
- Jangihajot